# 云登拉图
云丹·拉图（Yonden Lhatoo），香港新聞從業員。現任《南華早報》資深編輯，曾任亞視新聞國際台總編輯兼主播。
拉图来自印度大吉岭，在印度畢業後來港，曾於英文虎報工作，1997年加入亞視新聞，在亞視新聞工作了十五年，早期曾是國際台的採訪記者，主持國際台七點半鐘新聞、英語晚間新聞多年，在主播台上坐在他旁的女主播已經歷多代，是亞視新聞國際台年資最深的主播，主要負責國際台編輯、報導工作，而他已成為亞視新聞國際台總編輯，同時與Heyling Chan、Jeff Tang、Vivianne Tang、Anne Marie Sim、 Belinda Lloyd交替主持國際台英語晚間新聞。2015年3月，離開亞視。現於《南華早報》擔任資深編輯。

## 簡歷
- 1992年於印度新德里取得新聞系深造文憑資格[2]。
- 1996年曾於《英文虎報》撰稿[3]。
- 1997年加入亞視[4]。